# Irene Anders
Irene Anders, pseudonimo di Irene Swartz (New York, 4 giugno 1929 – Los Angeles, 7 dicembre 1988), è stata un'attrice statunitense.

## Filmografia parziale
- Perry Mason – serie TV, episodio 9x01 (1965)